# Lingehaven

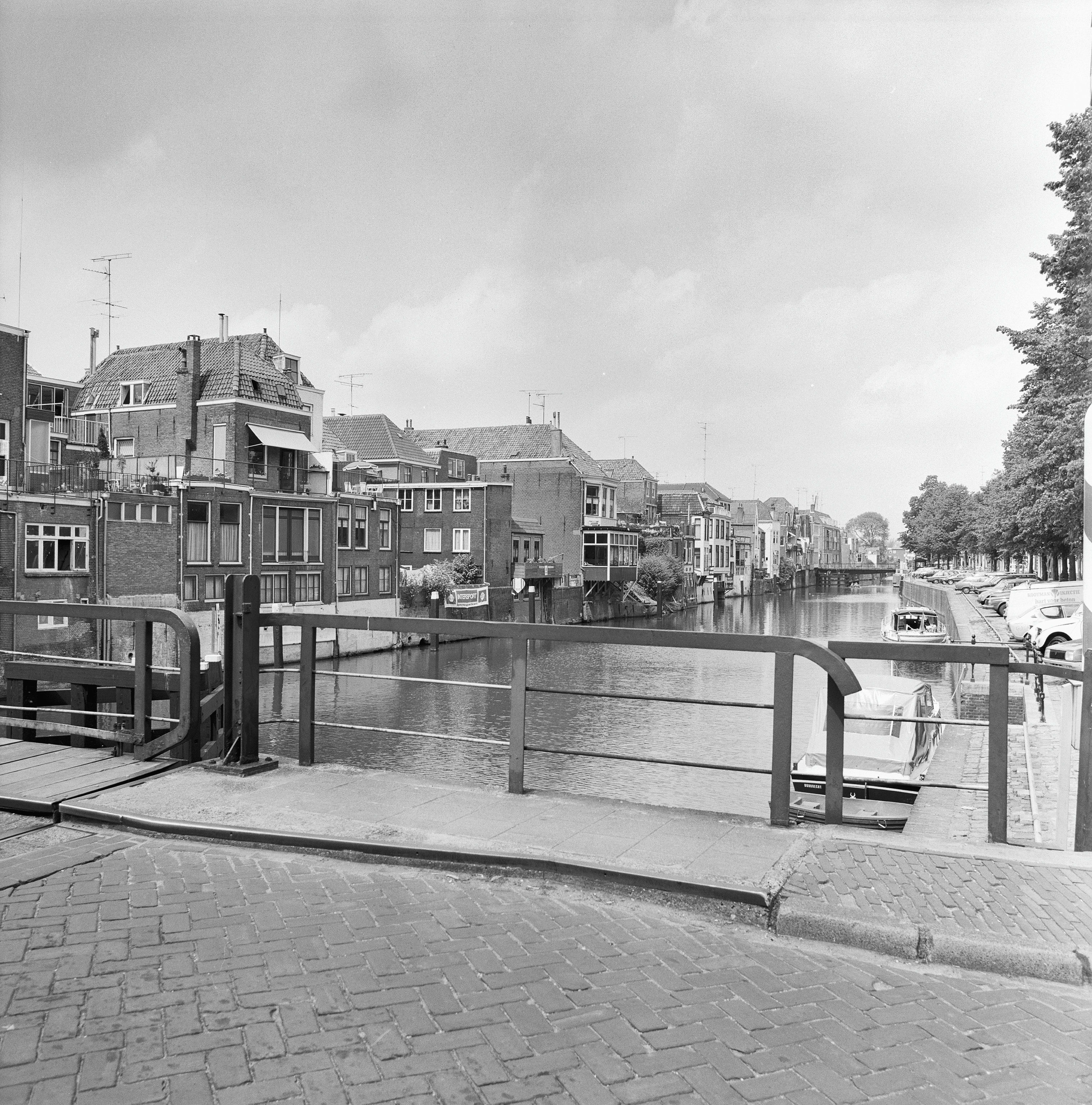
De Lingehaven

De Lingehaven is een passantenhaven voor de recreatievaart in Gorinchem, in de Nederlandse provincie Zuid-Holland. De haven is ontstaan door bebouwing van de oevers van de Linge, daar waar die uitmondde in de Merwede. Van oudsher was het een doorgaande scheepvaartroute en sinds de middeleeuwen een laad- en losplaats voor de stad. Het havencomplex moest voor het nageslacht bewaard blijven. In 1981 is de Lingehaven op de lijst van beschermde monumenten geplaatst, waarvoor in 1966 al de basis werd gelegd. Het is nu een rijksmonument met nummer 16641. De haven, met kademuren, gevels, bruggen en sluizen, staat officieel te boek als: „Object van historische betekenis in verband met de stedebouwkundige structuur van de stadskern.".

## Geschiedenis

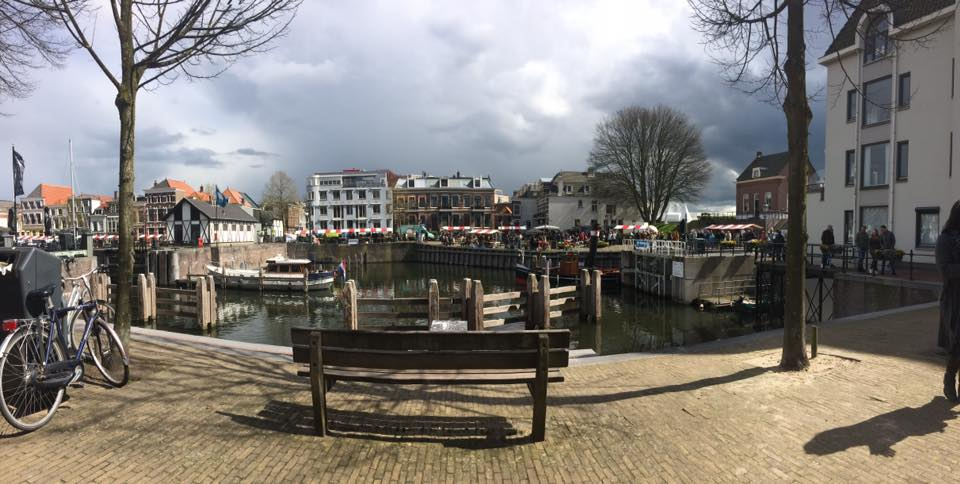
De Lingehaven te Gorinchem

Rond de oude Lingehaven was nog veel werk en handel, van oudsher is Gorinchem het handelscentrum van de streek. Het door schepen aangevoerde graan werd er met molens gemalen. Molen "De Eendracht", die olie uit zaden perste, stond aan de havenmond en werd in 1916 afgebroken. Houtzaagmolen "De Phoenix" stond aan de Kortendijk en op de Havendijk bevonden zich opslagplaatsen voor hout. Er waren bierbrouwerijenen pottenbakkerijen, waar onder andere pijpen van klei werden vervaardigd.
Al in de middeleeuwen lagen er drie houten bruggen over de haven. Van noord naar zuid waren dat de Korenbrug, de Visbrug en de St. Pieter- of Peterbrug. Het was een open verbinding tot 1793 toen op last van de Gecommitteerde Raden van de Staten van Holland, onder wier beheer de brug stond in verband met de verdedigingswerken van de stad, de open houten Korenbrug veranderd werd. De oude Korenbrug werd vervangen door een waterkering tegen de hoge waterstanden in de Linge, die bestond uit een stenen penantenbrug met vijf openingen en met schotbalksluitingen. In de middelste opening werd een schutsluis opgenomen. Deze werd in 1809 ter gelegenheid van de reconstructie van de Diefdijklinie tijdelijk veranderd in een keersluis en de schotbalkkeringen werden verhoogd.
Op 10 april 1824 werd een verbouwing van het hele sluiscomplex aanbesteed. Tijdens de werkzaamheden aan het Zederikkanaal werd de Korenbrugsluis wederom gewijzigd en wel in een gemetselde waaiersluis met één opening en met een stel waaierdeuren.
De stenen Korenbrug werd vervangen door een dubbele houten draaibrug en de Peterbrug door een dubbele houten ophaalbrug. Ook de doorvaartopening van de Peterbrug werd verruimd en de Visbrug werd vervangen door een dubbele ophaalbrug. Ter bescherming van de stad tegen hoge waterstanden op de Merwede moest een tweede keersluis worden gebouwd. Op 4 december 1824 werd het werk aan deze sluis in de mond van de Lingehaven aanbesteed. De gehele haven, van de sluis in de mond tot de waaiersluis bij de Korenbrug vormde na oplevering één grote schutkolk. Door de lengte van de schutkolk, bijna 620 meter, die ook nog in open verbinding met de Kalkhaven en de Kleine Haven stond, werden er onnodig grote hoeveelheden water op de boezem van de Linge en op het kanaal van Steenenhoek gebracht en duurde het schutten lang. De Lingehaven was daarmee een onderdeel van het Zederikkanaal geworden, waarvan het laatste traject dwars door Gorinchem naar de Merwede liep. Dit deel van het kanaal werd in september 1825 geopend. De aanleg van het kanaal had tot gevolg dat de Lingehaven in rijksbeheer kwam.
De oude Peterbrug werd in 1865-1866 vervangen door een ijzeren draaibrug met stenen landhoofden. De oude visbrug in 1867-1868 door een soortgelijke brug. Ten slotte werd ook de dubbele houten draaibrug over de Korenburgsluis vervangen door een ijzeren draaibrug.
Al in 1847 was bedacht dat verbetering van de waterafvoer van het kanaal kon worden bereikt door het inkorten van de lange schutkolk. Maar pas op 20 juli 1872 was de aanbesteding van een ‘Derde Waterkering’ in de Lingehaven, bestaande uit een afdamming, ongeveer 57 meter na de oude Merwedesluis. Door de aanleg in 1872-1873 kon de lengte van de sluiskolk tot 66 meter worden teruggebracht. De derde waterkering lag tussen twee evenwijdige bekledingsmuren en had een stel vloed- en (sedert 1906) een stel ebdeuren. Aan de zuidkant werd een dubbel stel schotbalksponningen aangebracht. De bijbehorende voormalige brugwachterswoning werd gebouwd in 1910 naar een neorenaissance-ontwerp van A.A.H.W. König. De woning bevat een gevelsteen uit 1640. Op de dam van de Derde Waterkering staat het voormalig kantoor van Rijkswaterstaat in vakwerkstijl uit circa 1910. Ook werd de kalkhaven gedempt.
De functie voor de doorgaande scheepvaart verviel door de aanleg van het Merwedekanaal (1885-1893). Alleen schepen die Gorcum als thuishaven hadden gebruikten de Lingehaven nog: stoombootdiensten en sleepdiensten op de Waal en de Merwede. Het Lingewater wordt afgevoerd via het Kanaal van Steenenhoek, dat rond 1818-1819 werd gegraven.
In 1982 heeft het Hoogheemraadschap Groot Alblasserwaard de mening uitgesproken dat de situatie ter plaatse van de Oude Merwedesluis er één was van dreigend gevaar welke toepassing van artikel 33 van de waterstaatswet rechtvaardigde. Ten einde risico's ter plaatse van de hoofdwaterkering voor het naderend stormseizoen tot het minimum te beperken werd een aantal voorlopige maatregelen genomen. Het hoogheemraadschap handhaafde echter zijn standpunt, dat dreigend gevaar ter plaatse de aanleg van een dam in 1983 vereiste. Het was duidelijk dat er iets moest gebeuren.

### Behoud
Vanaf 1950 kwam de haven ter discussie te staan vanwege de hoge ouderdom van de kunstwerken en de kosten van het onderhoud. Er werden door Rijkswaterstaat plannen ontwikkeld om de haven af te sluiten of te dempen. In de vroege jaren 60 was de gemeenteraad al op voorhand akkoord gegaan met de sluiting van de haven. Er zou in plaats daarvan een parkeerplaats worden aangelegd. Later verhinderde een uitspraak van de gemeenteraad dit voornemen.
Zodra bekend werd dat de oude sluis van de Lingehaven wegens de slechte staat zou worden afgesloten werd door de gemeente actie ondernomen. Er was bij de gemeente genoeg besef dat sluiting van de haven desastreus voor de leefbaarheid van de stad zou zijn. Toenmalige burgemeester Vleggeert forceerde een opening. Gebruik makend van zijn politieke connecties kreeg hij in een rechtstreeks contact met de minister de toezegging dat Rijkwaterstaat nog eens naar de zaak zou kijken. Onder voorzitterschap van de hoofdingenieur-directeur van Rijkswaterstaat werd een werkgroep met vertegenwoordigers van de diverse instanties gevormd. Al snel bleek daarbij dat het openhouden van de haven voor de beroepsvaart (met beweegbare bruggen, personeel etc.) een onhaalbare zaak was. Het alternatief zou zijn een kleinere sluis met een recreatieve functie voor de haven.  Uiteindelijk kwam een akkoord tot stand waarbij Rijkswaterstaat de kosten (17 miljoen gulden) van de nieuwe sluis geheel voor zijn rekening nam.

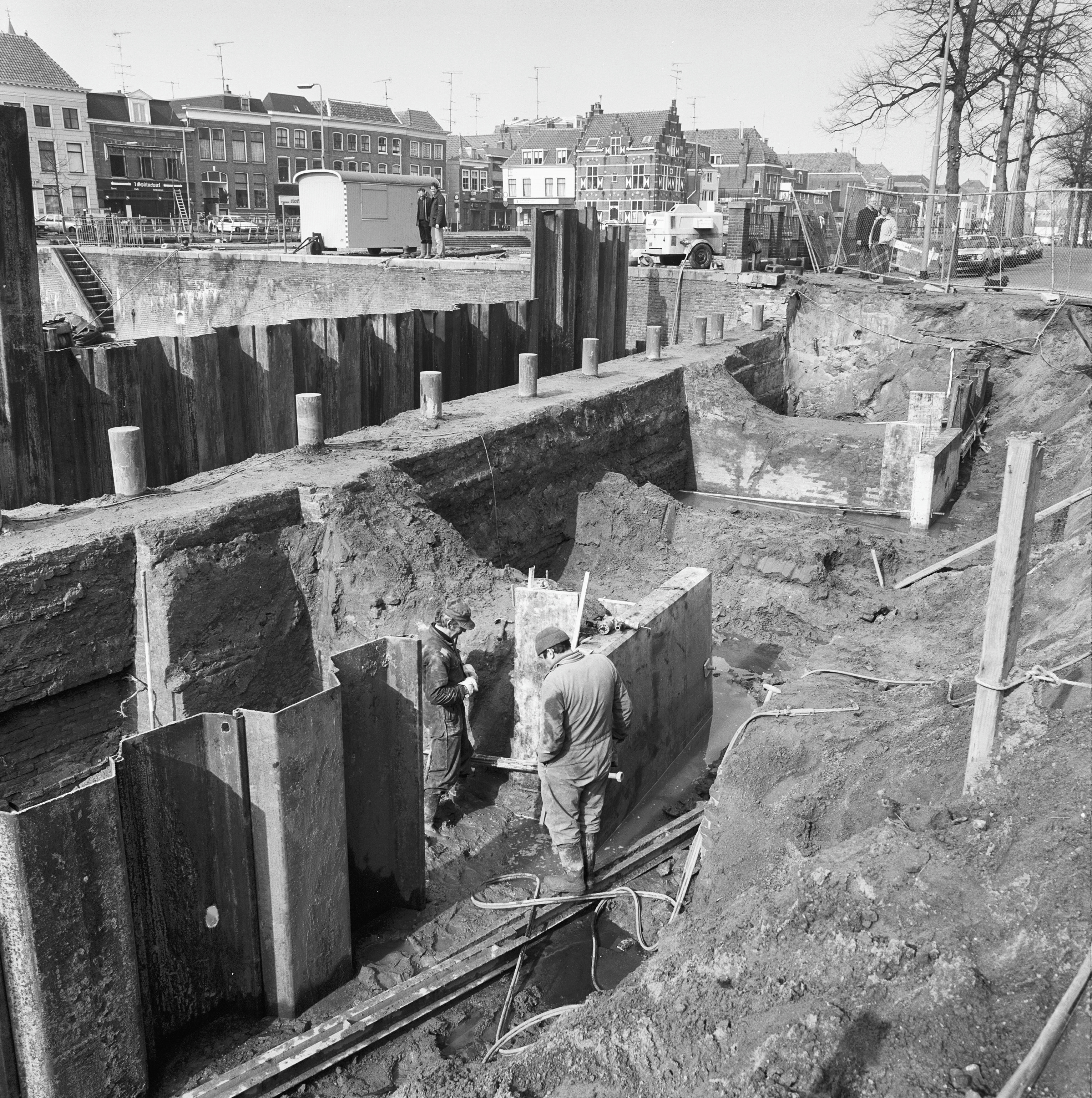
Restauratie in uitvoering

Uiteindelijk werd begin 1983 besloten dat de haven en sluis hun functie zouden behouden, maar dan uitsluitend voor de recreatievaart. In bijna vier jaar tijd werd een kostbare en ingrijpende restauratie uitgevoerd. De Oude Merwedesluis werd vervangen door een moderne, maar smallere schutsluis; de kademuren werden hersteld en de drie draaibruggen werden vervangen door bredere vaste bruggen. De werkzaamheden omvatten met name het metselwerk, voegwerk en het herstellen van natuurstenen afdekbanden aan de trappen en kademuren gesitueerd aan de Linge. De kosten van deze werkzaamheden bedroegen bijna 40 miljoen gulden, daarvan kwam de helft voor rekening van Rijkswaterstaat. Het Ministerie van Volkshuisvesting, Ruimtelijke Ordening en Milieubeheer betaalde 1,5 miljoen en het Ministerie van Welzijn, Volksgezondheid en Cultuur (Monumentenzorg) 2,6 miljoen. De gemeente Gorinchem betaalde 2,1 miljoen. Bovendien was van het werk een zodanige olievlekwerking uitgegaan, dat er ook op andere punten in de stad druk gerestaureerd is.
De Korenbrug die het eerste aan de beurt was, kreeg een totale breedte van 8,50 meter, verdeeld over 5,50 meter rijstrook en twee voetpaden van 1,50 meter. De Visbrug kreeg een breedte van 7,90 meter verdeeld over een rijstrook van 4,50 meter en twee voetpaden van 1,70 meter. De middenpijler van de nieuwe Visbrug had geen betekenis meer voor de brug en werd verwijderd. Daarom werd de brug op de landhoofden opgelegd. De Peterbrug werd de smalste van de drie bruggen, in totaal 5,90 meter verdeeld over een rijstrook van 3,50 meter en twee voetpaden van 1,20 meter. De middenpijler van de Peterbrug wordt wel gehandhaafd, omdat deze een karakteristiek onderdeel vormt van de kolk en de sluis.
De Lingehaven en de bijbehorende werken zijn in 1988 door het Rijk weer overgedragen aan de gemeente Gorinchem, die als nieuwe eigenaar verantwoordelijk is voor het beheer en het onderhoud. Bij de renovatie en restauratie van de Lingehaven zijn zes ministeries betrokken geweest. Ook de provincie Zuid-Holland en het recreatieschap Lingegebied hebben bijgedragen.

## Nautisch
- De Oude Merwedesluis of Kleine sluis was een schutsluis met puntdeuren tussen de Boven-Merwede bij kilometerraai 954,6 en de Linge. Schutlengte 64 m, wijdte 10 m, de minste diepte van de buitendrempel was NAP -2,76, die van de binnendrempel KP -3,30 m.[5]
- De nieuwe Lingesluis op die plaats is een schutsluis met enkelvoudige sluisdeuren. CEMT-klasse 0. De schutkolklengte is 32,00 m en de wijdte is 4,50 m.[6] De minste drempeldiepte is aan beide zijden NAP -1,70 m of KP -2,50 m. De sluis werd woensdag 18 mei 1988 officieel geopend door prinses Margriet en symboliseerde de ingebruikneming van de passantenhaven Lingehaven.
- De Peterbrug was een draaibrug, het is nu een vaste brug met twee doorvaartopeningen van 8,30 m breed en een doorvaarthoogte van KP +2,85 m.
- Ook de Visbrug was een draaibrug, het is nu ook een vaste brug met een doorvaartopening van 12 m breed en een doorvaarthoogte van KP +2,85 m.
- De Korenbrug was een dubbele draaibrug. De doorvaarthoogte van de nieuwe Korenbrug is KP +3,60 meter.
- De Korenbrugsluis is een openstaande keersluis, die vroeger 9,70 m wijd was met een drempeldiepte KP -3,35. Hij is nu 9,31 m wijd.

## Foto's

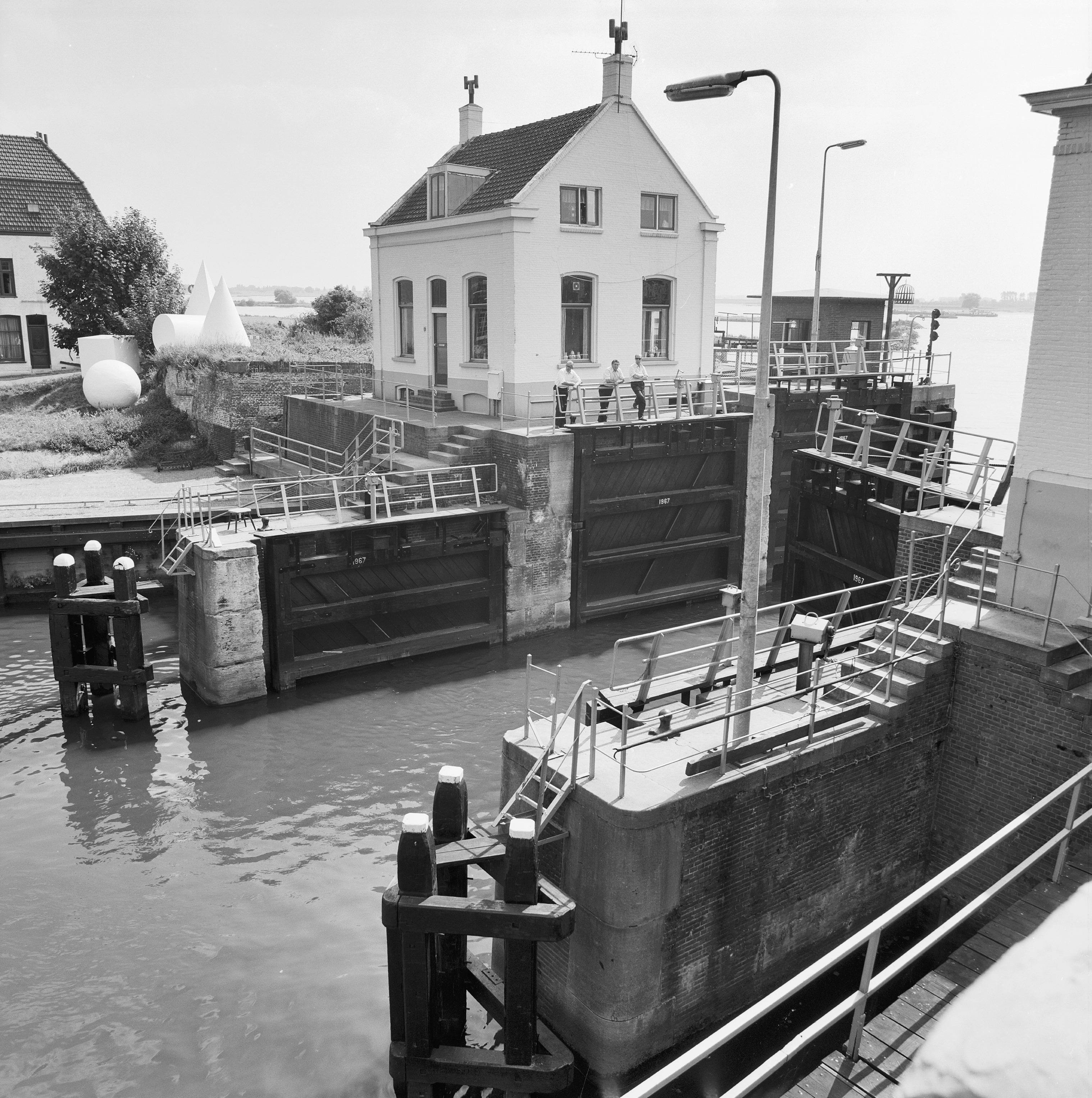
Oude Kleine Merwedesluis
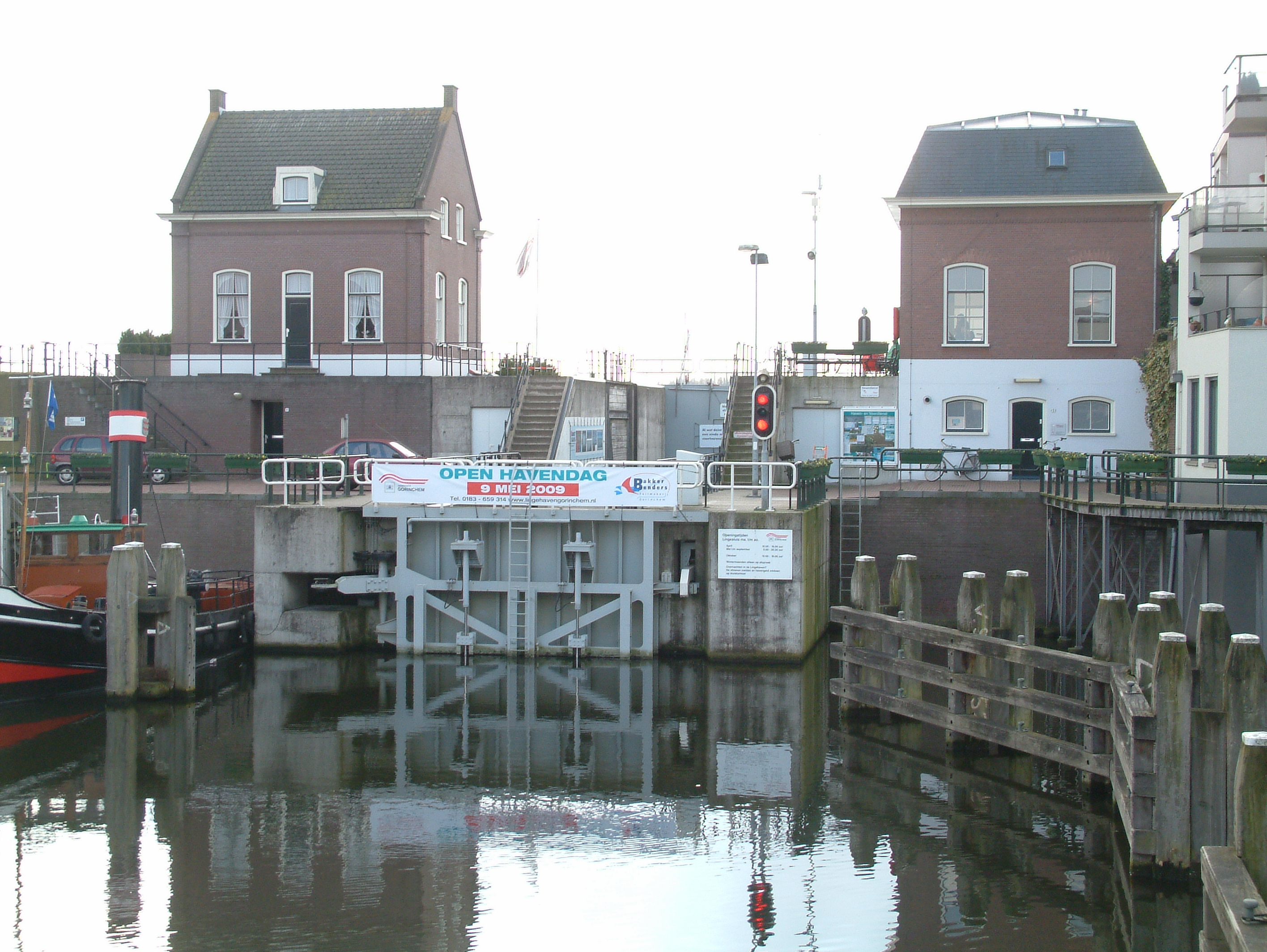
Nieuwe Lingesluis
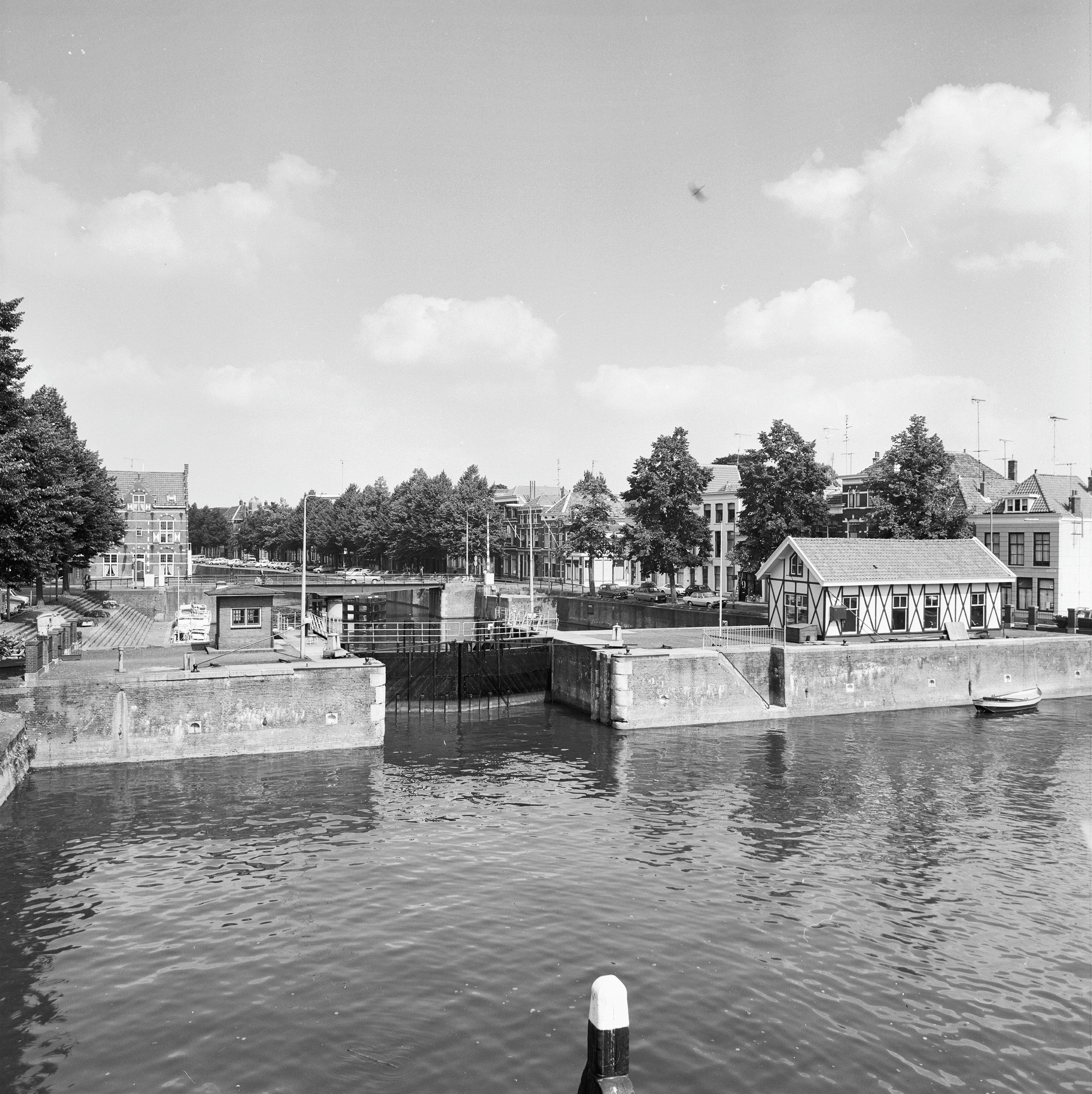
Derde waterkering
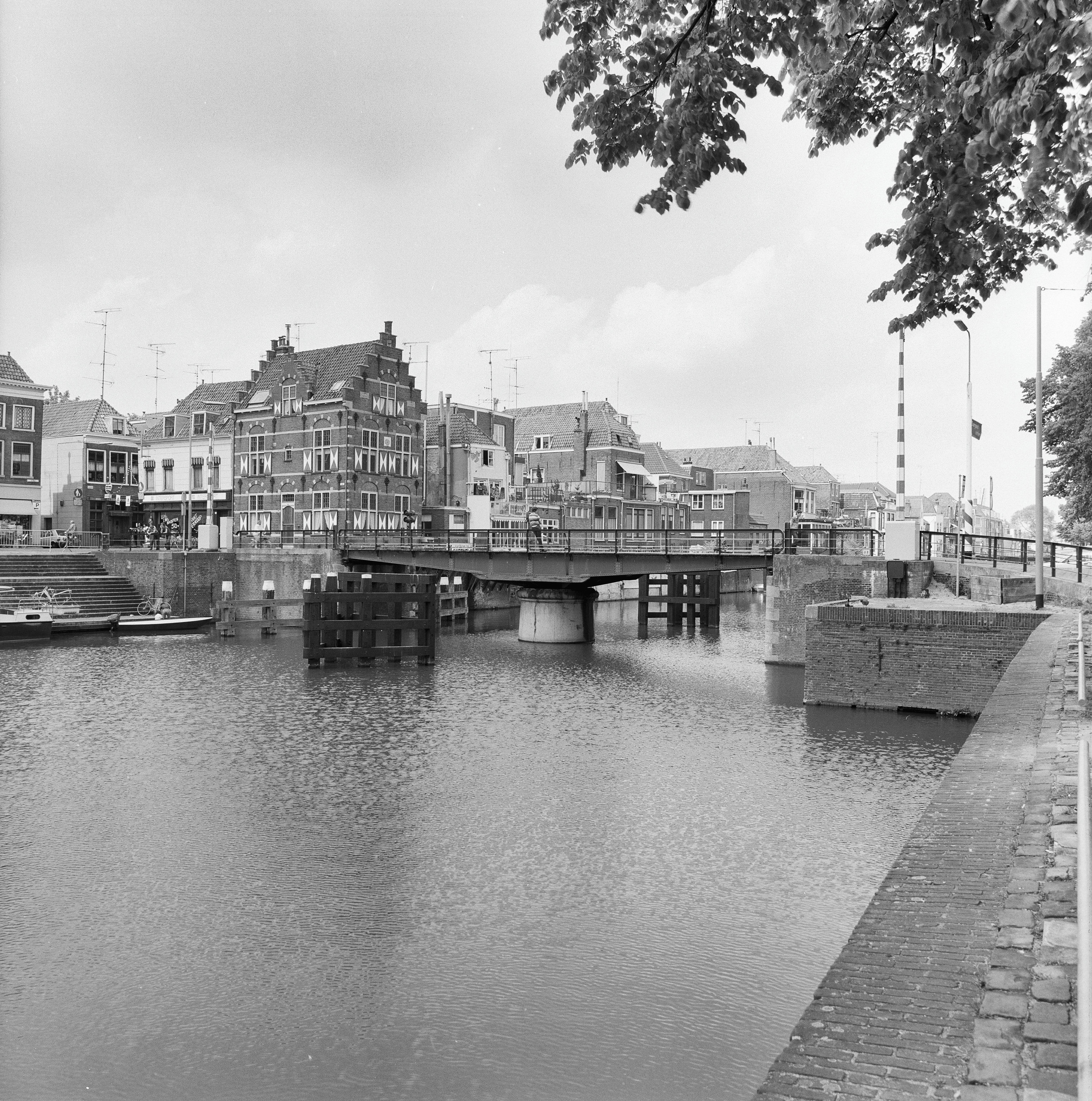
Peterbrug
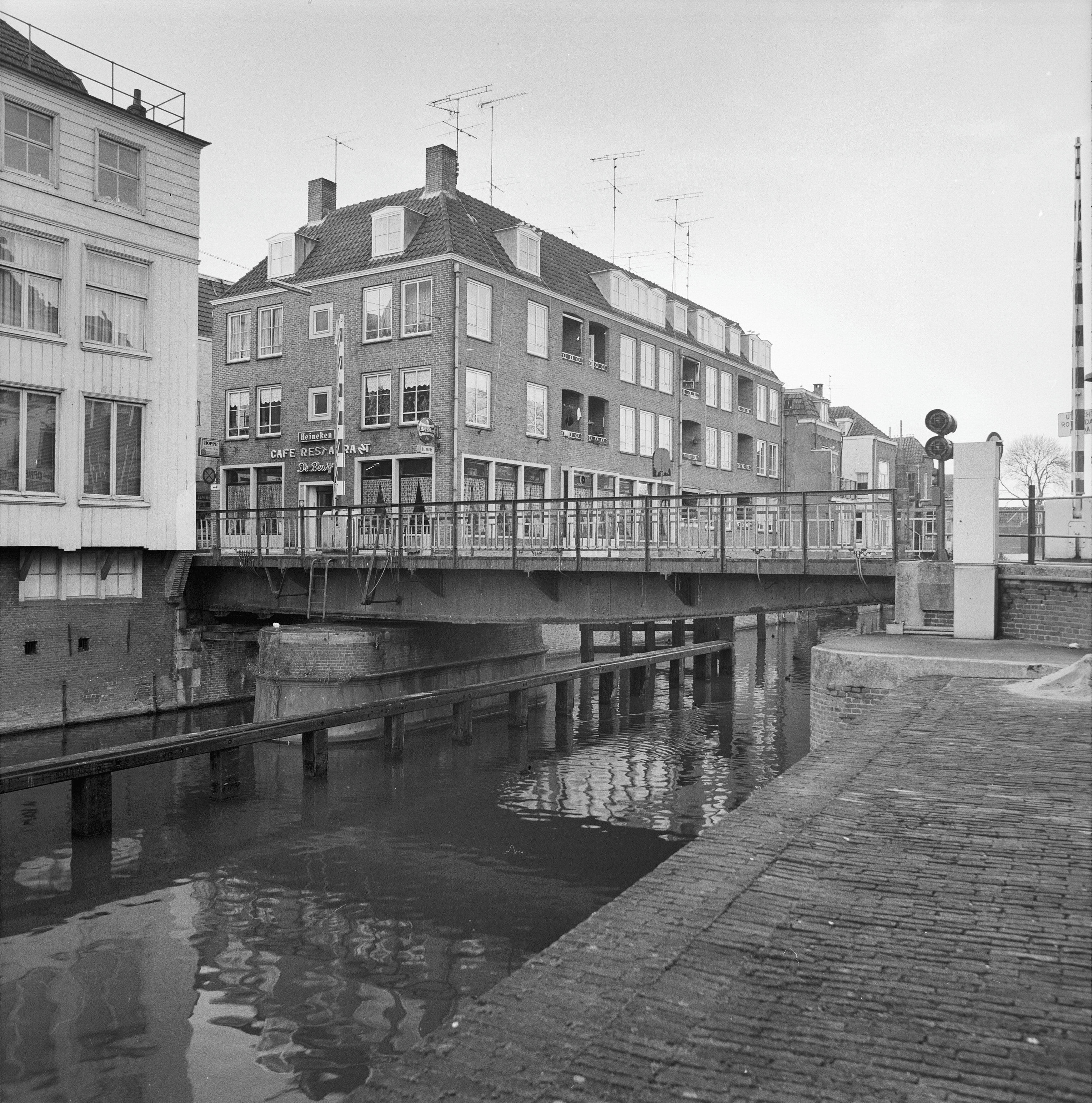
Visbrug
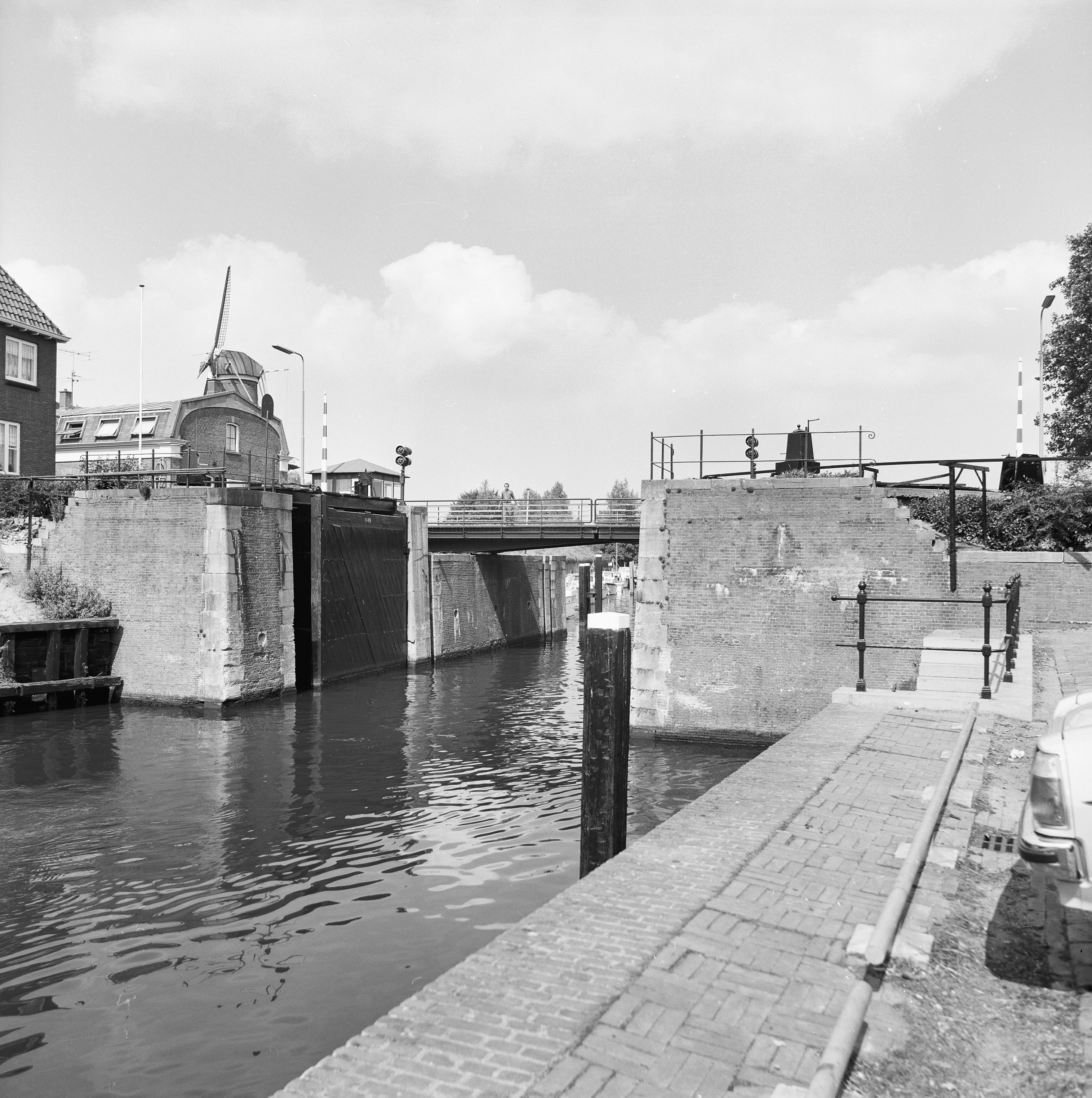
Korenbrug
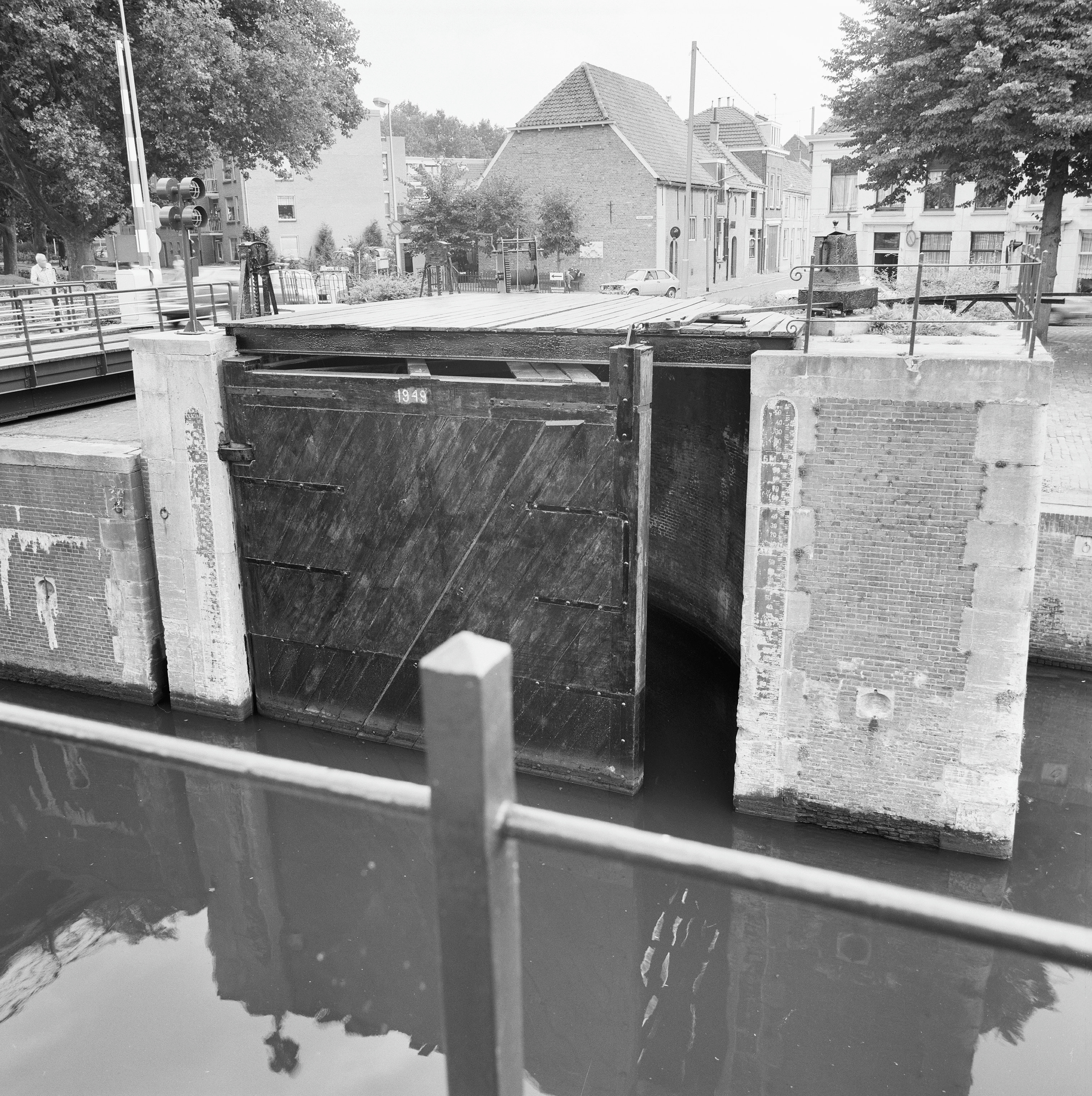
Korenbrugsluis met waaierdeur